# Aliz Bourbon–parmai hercegnő
Aliz Mária Karolina Ferdinanda Ráchel Johanna Filoména (olaszul Alice Maria Carolina Ferdinanda Rachael Giovanna Filomena di Bourbon-Parma) (Parma, 1849. december 27. – Schwertberg, Felső-Ausztria, 1935. január 16.), a Bourbon-ház parmai ágából származó hercegnő, házassága révén Toszkána nagyhercegnéje. Német nyelvterületen Alicia és Alix néven is ismert.

## Élete

### Származása
Alicia hercegnő a parmai hercegek colorno-i palotájában (Palazzo Ducale di Colorno) született 1849-ben, két évvel azután, hogy Mária Ludovika főhercegnő halálával – a bécsi kongresszus határozata alapján – a parmai Bourbon család (Borbone di Parma) ismét elfoglalhatta a Parmai és Piacenzai Hercegség trónját.
Édesapja a Bourbon-ház parmai ágából származó III. Károly (1823–1854) volt, 1849–54 között Parma uralkodó hercege, II. Károly (Lajos) parmai herceg (1799–1883) és Savoyai Mária Terézia Ferdinanda szárd királyi hercegnő (1803–1879) fia, I. Lajos etruriai király és I. Viktor Emánuel szárd–piemonti király unokája.
Édesanyja a Bourbon-ház francia királyi ágából származó Louise Marie Thérèse francia királyi hercegnő (1819–1864) volt, az 1820-ban meggyilkolt Károly Ferdinánd francia királyi hercegnek, Berry hercegének (1778–1820) és második feleségének, Mária Karolina Ferdinanda nápoly–szicíliai királyi hercegnőnek egyetlen leánya, X. Károly francia király és I. Ferenc nápoly–szicíliai király unokája. Négy gyermekük született:
- Margit Mária Terézia Henrietta hercegnő (1847–1893), aki 1867-ben Carlos María de los Dolores de Borbón spanyol infánshoz nent feleségül.
- Róbert Károly Lajos Mária herceg (1848–1907), I. Róbert néven Parma uralkodó hercege (anyja régessége alatt).
- Aliz Mária Karolina hercegnő (1849–1935), osztrák főhercegné, címzetes toszkánai nagyhercegné.
- Henrik Károly Lajos György Ábrahám Pál Mária herceg (1851–1905), aki először 1873-ban Mária Lujza nápoly–szicíliai királyi hercegnőt, majd 1876-ban Adelgunda portugál királyi hercegnőt vette feleségül.

Az 1848-as itáliai forradalmi zavargások során a nagyapa, II. Károly herceg lemondott fia, III. Károly javára, és emigrációba vonult. III. Károly 1849-ben a forradalom leverése után Londonból tért vissza, őt az osztrák császári haderő ültette vissza a Parmai Hercegség trónjára. Ennek az évnek végén született harmadik gyermeke, Alix hercegnő. Az apa önkényuralmat vezetett be, gyűlöltté tette magát. 1854-ben Alix 5 éves volt, amikor apját egy merénylő meggyilkolta. A hercegség uralkodója Alix bátyja, a 6 éves Róbert herceg lett, aki helyett anyjuk, Lujza Mária Terézia hercegné kormányzott 1859-ig, amikor a szárd–francia–osztrák háborúban elszenvedett osztrák vereség nyomán a Parmai Hercegséget megszállták II. Viktor Emánuel szárd–piemonti király csapatai. A hódítók elől a régens-hercegné gyermekeivel együtt Svájcba, majd az Osztrák Császárságba menekült.

### Házassága, utódai

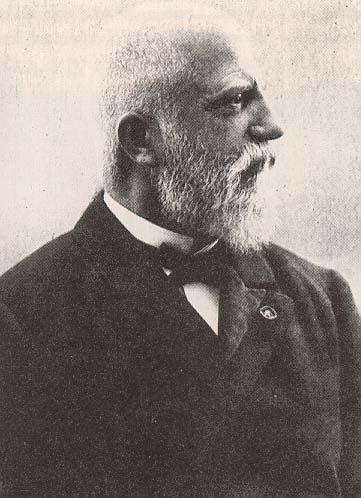
Férje, Ferdinánd Szalvátor főherceg.

Aliz hercegnő 1868. január 11-én az alsó-ausztriai Lanzenkirchenhez tartozó Frohsdorf kastélyban feleségül ment a Habsburg–Lotaringiai-ház toszkánai ágából származó Ferdinánd Szalvátor osztrák főherceghez (1835–1908), II. Lipót toszkánai nagyherceg (1797–1870) és Mária Antónia nápoly–szicíliai királyi hercegnő (1814–1898) második fiához, Toszkána utolsó, címzetes nagyhercegéhez, aki 1859-ben veszítette el első feleségét, a fiatal Anna Mária szász királyi hercegnőt (1836–1859), I. János szász király leányát.
Ferdinánd Szalvátor apját 1859-ben népfelkelés űzte el a Toszkánai Nagyhercegségből, országát a Szárd-Piemonti Királyság 1860-ban be is kebelezte. Ferdinánd Szalvátor már nem léphetett trónra, címzetes nagyhercegként Ausztriában élt. Alix hercegnő és Ferdinánd Szalvátor főherceg házasságából 10 gyermek született:
1. Lipót Ferdinánd Szalvátor főherceg (1868–1935), későbbi polgári nevén Leopold Wölfling,
2. Lujza Antonietta Mária főhercegnő (1870–1947), aki III. Frigyes Ágosthoz (1865–1932), Szászország utolsó királyához ment feleségül,
3. József Ferdinánd Szalvátor főherceg (1872–1942), cs.és kir. vezérezredes, első világháborús hadseregparancsnok.
4. Péter Ferdinánd Szalvátor főherceg (1874–1948), aki II. Ferenc nápoly–szicíliai király unokahúgát, Mária Krisztina Karolina hercegnőt (1877–1947) vette feleségül.
5. Henrik Ferdinánd Szalvátor főherceg (1878–1969), cs. és kir. vezérőrnagy, aki 1919-ben a polgári származású Maria Karoline Ludeschert vette feleségül.
6. Anna Mária Terézia főhercegnő (1879–1961), aki 1901-ben Johannes zu Hohenlohe–Bartenstein und Jagstberg német herceghez (1863–1921) ment feleségül.
7. Margit Mária Albertina főhercegnő (1881–1965)
8. Germána Mária Terézia főhercegnő (1884–1955)
9. Róbert Szalvátor főherceg (1885–1895)
10. Ágnes Mária Terézia főhercegnő (1891–1945)

A főhercegi család Salzburgban és a svábföldi Lindau közelében élt, Ferdinánd Szalvátornak 1908-ban bekövetkezett haláláig. Egyik udvarhölgye, az arisztokrata származású lengyel apáca, Maria Teresia Ledóchowska (1863–1922) volt, akit későbbi afrikai evangelizációs munkájáért és a rabszolgatartás elleni küzdelméért VI. Pál pápa 1975-ben boldoggá avatott. A megözvegyült Aliz főhercegné Bécsben és Felső-Ausztriában élt. Unokahúga, Zita Bourbon–parmai hercegnő (1892–1989), Aliz bátyjának, I. Róbert parmai hercegnek leánya, 1911-ben feleségül ment Károly főherceghez, aki 1914-ben Ferenc Ferdinánd főherceg meggyilkolásakor az Osztrák–Magyar Monarchia trónörököse, majd 1916-ban, Ferenc József elhunytával uralkodója is lett. A világháború után Aliz hercegnőnek nem kellett elhagynia Ausztriát, itt élt 1935-ben bekövetkezett haláláig.